# 小桥
小橋，《三國演義》作小喬，廬江橋公次女，大喬之妹，周瑜之妻妾。

## 生平事跡
199年12月，孫策周瑜攻破皖城，得到橋公兩女。在周瑜纳橋公次女後，孫策調侃周瑜道：「橋公二女雖經過戰亂流離，能嫁給我們，不失為一種幸運。」平定皖城後二橋被送回吳縣。此後事迹不详。周瑜年壽不永，210年在準備攻取益州時病死於巴丘，年僅36歲。
《三國演義》未明提二橋之父乔国老的身份，仅知其与曹操相识。此外太尉橋玄在第一回就已登場，但也未说明是否与后文登場的喬国老是同一人。

## 家庭
夫
- 周瑜

父
- 橋公，一說是橋玄，另有一說為橋蕤[3][4][5]（《三國演義》中稱為喬公或喬國老）

姊
- 大喬

周瑜有二子一女，即周循、周胤及周妃，未知是否为小桥所生。

## 文藝作品

### 二橋之美
東漢建安四年（199年），孫策在同窗好友周瑜之扶持下，一舉攻克皖城。皖城東郊，溪流環繞，松竹掩映著一個村莊——後人稱之為橋公故宅。橋公故宅後院有一口古井，水清且深。相傳二橋姐妹常在此梳妝打扮，可謂「修眉細細寫春山，松竹簫佩環」。每次妝罷，她倆便將殘脂剩粉丟棄井中，長年累月，井水氾起了胭脂色，水味也有胭脂香了。於是，此井雅稱「胭脂井」。有詩曰：「橋公二女秀色鐘，秋水並蒂開芙蓉。」
小橋之「國色」和周瑜容貌俊秀、精於音律之青年才俊形象，激發了後世文人想象。二人結合常被後人視為天作之合。北宋蘇東坡於《念奴嬌·赤壁懷古》中寫道：「遙想公瑾當年，小喬初嫁了，雄姿英發，羽扇綸巾，談笑間，檣櫓灰飛煙滅。故國神遊，多情應笑我，早生華髮。人間如夢，一尊還酹江月」
對於二橋之美，《三國志》、杜牧及羅貫中皆沒有寫。上海博物館藏清代吳之竹雕《二喬並讀圖筆筒》、王世襄《竹刻鑑賞》一書有照片及拓本，說刻的是「兩婦高髻，一持扇坐榻上，一坐杌子，手指几上書卷，似在對語。榻上陳置古尊，插牡丹一枝，旁有籠、篋、壚、硯、水盂、印盒等文房用具」。筆筒背刻陽文七絕一首：「雀台賦好重江東，車載才人拜下風。更有金閨雙俊眼，齊稱子建是英雄。」作為豔名傾動一時之美女，江東二橋很自然地成了文學藝術之對象。古代女人美不美全靠歷代筆墨渲染而定，未必可靠。明代高啟《過二喬宅》云：「孫郎武略周郎智，相逢便結君臣義。奇姿聯璧煩江東，都與橋家做佳婿。橋公雖在流離中，門楣喜溢雙乘龍。大橋娉婷小喬媚，秋水並蒂開芙蓉。二喬雖嫁猶知節，日共詩書自怡悅。不學分香歌舞兒，銅台夜泣西陵月。」

### 小說演義
《三國演義》第三十四回敘曹操平定遼東後，心情大暢，欲建銅雀台以娛晚年。曹植建議以銅雀台居中，於左右兩邊另建「玉龍」和「金鳳」二台，“更作兩條飛橋，橫空而上，乃為壯觀。”曹操遂留曹植和曹丕在鄴郡建台，與二喬本無關係。至第四十二回及第四十三回，曹操得荊州後親率大軍壓境，脅迫孫權投降。孫權遣魯肅抵江夏邀劉備結盟，諸葛亮隨魯肅赴柴桑（故城在江西九江縣西南二十里）向孫權陳以利害，使孫權決心聯劉抗曹。
到了《三國演義》第四十四回，周瑜和小喬才與銅雀台有了聯繫。原在鄱陽湖訓練水師的周瑜，星夜趕回柴桑約見諸葛亮。周瑜對劉備存有戒心，見諸葛亮之初不肯透露抗曹本意。諸葛亮為激使周瑜表態，佯裝不知二喬分別為孙策及周瑜之婦，稱曹操建銅雀台以及率兵攻打江東，原因皆為奪得二喬以供取樂；為江東計，請周瑜重金訪購二喬獻給曹操，以退大軍。諸葛亮在背誦曹操命曹植所作的《銅雀台賦》為證時，更故意改原賦中「連二橋於東西兮，若長空之蝃蝀」為「攬二喬於東南兮，樂朝夕之與共」，用連接「銅雀」、「玉龍」與「金鳳」的「二橋」指謂「二喬」，以示曹操「誓取二喬」之意。周瑜聽罷果然大怒，自此就堅定孫劉聯合抗曹之決心。
小說通過周瑜與諸葛亮就銅雀台的對話，極言小喬的國色天香，以及本人在周瑜和曹操心目中的地位：赤壁之戰竟為小喬而起。既說明了瑜、喬的愛情，又給後世民間增添了關於他倆之間姻緣佳話傳流的內容。這實是後世小喬能有多幕添加的原因之一。

### 詩詞
- 唐朝杜牧《赤壁》寫曹操攻打東吳，企圖置二橋於銅雀台：「東風不與周郎便，銅雀春深鎖二喬。」
- 光緒《巴陵縣誌》引明朝《一統志》載：「吳孫策攻皖，得喬公二女，自納大喬，而以小喬歸周瑜，後卒葬於此。」

### 電影
- 黎明晖在電影《美人计》中扮演小喬。
- 黄敏仪在電影《神通术与小霸王》中扮演小喬。
- 吴茜薇在電影《神通》中扮演小喬。
- 林志玲在電影《赤壁》以及《赤壁：決戰天下》中扮演小喬。
- 黃奕在電影《越光寶盒》中扮演小喬。
- 山本美月在電影《新解釋·三國志》中扮演小喬。

### 電视剧
- 刘丽华在電视剧《諸葛亮》中扮演小喬。
- 米雪在電视剧《諸葛亮》中扮演小喬。
- 何晴在電视剧《三国演义》中扮演小喬。
- 岳翎在電视剧《关公》中扮演小喬。
- 赵柯在電视剧《三国》中扮演小喬。
- 陳敏之在電視劇《回到三國》中扮演小喬。
- 蔡宜臻在電視劇《終極三國》（2009年）中扮演小喬。

### 网剧
- A'N'D-鍾羽在電視劇《終極三國》（2017年）中扮演小喬。

### 短剧
- 王煜可晴在短剧《指尖无双》中扮演小喬。

### 遊戲
- 真三國無雙
- 三國群英傳←打怪橫項
- 三國群英傳2←打怪橫項
- 三國鼎立←回合格式三國遊戲
- 三國策←回合格式三國遊戲
- 信長之野望
- 泡麵三國
- 三國志系列 三國志 孔明傳 三國志 英傑傳
- 三國殺中，小喬技能为天香与红颜。
- 王者榮耀
- 率土之濱
- 無雙OROCHI系列

單機遊戲
- 三國群英傳 (1~7)
- 幻想三國志 (1~4)

網頁遊戲
- 盜版三國志
- 武林三國
- 熱血三國
- 英烈三國
- 龍將

其餘遊戲
- 龍族拼圖
- 神魔之塔

### 動漫
- 《火鳳燎原》（陳某）:設定為喬老爺因「敗將」的脅迫而歸順孫策，同時小喬亦成為周瑜之妻子。

## 外部連結
- 二喬：生如夏花不長久 （页面存档备份，存于）